# 鴨川郵便局
鴨川郵便局（かもがわゆうびんきょく）は千葉県鴨川市にある郵便局。民営化前の分類では集配普通郵便局であった。

## 概要
住所：〒296-8799 千葉県鴨川市横渚1026-4

## 沿革
- 1954年（昭和29年）12月16日 - 電気通信業務の取扱を鴨川電報電話局に移管[1]。
- 1956年（昭和31年）9月1日 - 電話通話事務の取扱を開始。
- 1956年（昭和31年）11月1日 - 和文電報受付事務の取扱を開始。
- 1972年（昭和47年）4月10日 - 特定郵便局から普通郵便局に局種別改定。
- 1981年（昭和56年）11月 - 局舎新築。
- 1998年（平成10年）9月1日 - 外国通貨の両替および旅行小切手の売買に関する業務取扱を開始。
- 2007年（平成19年）10月1日 - 民営化に伴い、併設された郵便事業鴨川支店に一部業務を移管。
- 2012年（平成24年）10月1日 - 日本郵便株式会社発足に伴い、郵便事業鴨川支店を鴨川郵便局に統合。
- 2017年（平成29年）2月27日 - 江見郵便局[2]から集配業務を移管。

## 取扱内容
- 郵便、印紙、ゆうパック、内容証明
- 貯金、為替、振替、振込、国際送金、国債、投資信託
- 生命保険、バイク自賠責保険、自動車保険
- ゆうちょ銀行ATM
- 鴨川市内の一部地域の集配業務
- ゆうゆう窓口

## 周辺
- 鴨川市市民会館
- 文理開成高等学校
- フローレ鴨川ショッピングセンター
- 国道128号
- 待崎川

## アクセス
- JR外房線・内房線 安房鴨川駅（東口）から徒歩約5分
- 鴨川日東バス 鴨川駅東口停留所、もしくは鴨川市コミュニティバス（南ルート） 鴨川郵便局停留所下車
- 駐車場あり：14台